# Pallacanestro Piacentina 2020-2021
Questa voce raccoglie le informazioni riguardanti la Pallacanestro Piacentina nelle competizioni ufficiali della stagione 2020-2021.

## Stagione
La stagione 2020-2021 della Pallacanestro Piacentina sponsorizzata Bakery, è la 5ª stagione nella terza serie italiana, la Serie B.

## Regolamento
La formula di quest'anno non prevede le Final Four visto che le promozioni in Serie A2 passeranno da 3 a 4.
A causa delle difficoltà derivanti dalla pandemia di Covid-19, viene modificata la composizione dei
gironi e la formula:
- Gli iniziali gironi da 16 squadre vengono divisi a loro volta in due sotto gironi da 8 squadre.
- Partite di andata e ritorno per ogni sotto girone, per un totale di 14 partite.
- Una sola gara con ognuna delle squadre dell’altro sotto girone, per un totale di 8 partite (4 in casa e 4 fuori).
- Alla conclusione delle 22 gare, le 4 classifiche dei gironi: A, B, C, D, messe in ordine in base al quoziente di vittorie ottenute nella somma delle due fasi.

Per i play off la formula non cambia:
- Le prime otto di ogni girone vanno ai play off, incrociandosi A contro B e C contro D, formando 4 tabelloni per 4 promozioni.

Per le retrocessioni e play out:
- Le ultime di ogni girone retrocedono direttamente in Serie C regionale
- 12ª 13ª 14ª 15ª fanno i play out all’interno del girone per determinare una retrocessione per girone
- Il totale delle retrocessioni è di 4 dirette con in più 4 da playout

## Organigramma societario
Aggiornato all'8 ottobre 2020.
- Presidente: Marco Beccari
- Team Manager: Roberto Spagnoli
- Segretaria: Caterina Zanardi
- Responsabile Arbitri: Marco Galli
- Responsabile Comunicazione: Nicolas Cattivelli
- Ufficio Stampa: Carlofilippo Vardelli
- Resp. Settore Giovanile: Simone Zamboni
- Resp. Minibasket: Giulio Coppeta

- Allenatore: Federico Campanella
- Assistenti: Matteo Brambilla
- Preparatore Atletico: Marco Merli[4]
- Ortopedico: Alberto Fioruzzi, Eugenio Jannelli
- Fisioterapista: Alessandro De Joannon[5]

## Roster
Aggiornato al 4 Maggio 2021.
| Pallacanestro Piacentina 2020-2021 | Pallacanestro Piacentina 2020-2021 |
| Giocatori                          | Staff tecnico                      |
| ---------------------------------- | ---------------------------------- |

| N. | Naz.                                     | Ruolo | Nome                  | Anno | Alt.   | Peso   |  |
| -- | ---------------------------------------- | ----- | --------------------- | ---- | ------ | ------ |  |
| 3  | Italia (bandiera)                        | P     | Edoardo Pedroni       | 1998 | 184 cm | 75 kg  |  |
| 4  | Italia (bandiera)                        | G     | Nicolò Guerra         | 2001 | 188 cm | 91 kg  |  |
| 5  | Italia (bandiera)                        | P     | Marco Perin           | 1993 | 185 cm | 81 kg  |  |
| 6  | Italia (bandiera)                        | G     | Sebastian Vico        | 1986 | 190 cm | 78 kg  |  |
| 9  | Italia (bandiera)                        | AG    | Lorenzo De Zardo      | 1999 | 199 cm | 100 kg |  |
| 12 | Italia (bandiera) · Romania (bandiera)   | G     | Mark Czumbel          | 2000 | 187 cm | 81 kg  |  |
| 14 | Italia (bandiera)                        | G     | Zakaria El Agbani     | 2001 | 186 cm | 90 kg  |  |
| 17 | Italia (bandiera) · Argentina (bandiera) | A     | Marco Planezio        | 1991 | 198 cm | 98 kg  |  |
| 18 | Italia (bandiera)                        | C     | Michael Sacchettini   | 1995 | 205 cm | 102 kg |  |
| 20 | Italia (bandiera) · Argentina (bandiera) | C     | Duilio Birindelli (C) | 1984 | 200 cm | 102 kg |  |
| 27 | Italia (bandiera)                        | GA    | Liam Udom             | 2000 | 199 cm | 85 kg  |  |
| 55 | Italia (bandiera)                        | G     | Giovanni Gambarota    | 1989 | 190 cm | 93 kg  |  |

| Allenatore                                                                     |
| - Federico Campanella                                                          |
| Assistente/i                                                                   |
| - Matteo Brambilla Legenda - (C) Capitano - (IN) Inattivo - Infortunato Roster |

## Mercato

### Sessione estiva
| Acquisti | Acquisti            | Acquisti               | Acquisti   |
| R.       | Nome                | da                     | Modalità   |
| -------- | ------------------- | ---------------------- | ---------- |
| A        | Marco Planezio      | Tigers Cesena          | definitivo |
| G        | Sebastian Vico      | Cestistica Torrenovese | definitivo |
| G        | Mark Czumbel        | Virtus Salerno         | definitivo |
| G        | Nicolò Guerra       | A.S. Basket Podenzano  | definitivo |
| C        | Michael Sacchettini | Omnia Pavia            | definitivo |

| Cessioni | Cessioni         | Cessioni           | Cessioni       |
| R.       | Nome             | a                  | Modalità       |
| -------- | ---------------- | ------------------ | -------------- |
| G        | Santiago Bruno   | CUS Jonico Taranto | fine contratto |
| A        | Enzo Cena        | Sebastiani Rieti   | fine contratto |
| A        | Giorgio Artioli  | Fulgor Omegna      | fine contratto |
| C        | Nikolaj Vangelov | PSA Sant'Antimo    | fine contratto |
| A        | Luca Bracchi     | Fort. Alessandria  | fine contratto |

### Dopo l'inizio della stagione
| Acquisti | Acquisti           | Acquisti | Acquisti      | Acquisti   |
| R.       | Nome               | da       | Data          | Modalità   |
| -------- | ------------------ | -------- | ------------- | ---------- |
| A        | Giovanni Gambarota | Molfetta | 3 maggio 2021 | definitivo |

## Risultati

### Supercoppa

#### Gironi (Girone B)
| Pavia 11 ottobre 2020, ore 18:00 | Omnia Pavia | 76 – 83 (24-24, 37-50, 53-63) referto | Pall. Piacentina | PalaRavizza (0 spett.) |
| Toure 18 Nasello , Rossi 14 Torgano 13 Punti 20 Vico 12 Planezio 11 Perin Nasello 5 Assist 5 Perin Fabio Di Bella Allenatori Federico Campanella |             |                                       |                  |                        |
| |             |                                       |                  |                        |
| Toure 18 Nasello, Rossi 14 Torgano 13 | Punti       | 20 Vico 12 Planezio 11 Perin          |                  |                        |
| Nasello 5 | Assist      | 5 Perin                               |                  |                        |
| Fabio Di Bella | Allenatori  | Federico Campanella                   |                  |                        |

L'incontro con Vigevano, programmato per il 18 ottobre 2020 venne vinto a tavolino (20-0) dalla Pallacanestro Piacentina a causa della positività di alcuni giocatori della squadra Lombarda.
| Fiorenzuola d'Arda 25 ottobre 2020, ore 18:00                                                                                             | Pall. Fiorenzuola | 60 – 82 (15-19, 19-36, 40-55) referto | Pall. Piacentina | PalaMagni (0 spett.) |
| Livelli 19 Bracci 13 Ricci 12 Punti 18 Vico 16 Sacchettini 15 Udom Galli 5 Assist 5 Vico Gianluigi Galetti Allenatori Federico Campanella |                   |                                       |                  |                      |
| |                   |                                       |                  |                      |
| Livelli 19 Bracci 13 Ricci 12 | Punti             | 18 Vico 16 Sacchettini 15 Udom        |                  |                      |
| Galli 5 | Assist            | 5 Vico                                |                  |                      |
| Gianluigi Galetti | Allenatori        | Federico Campanella                   |                  |                      |

#### Ottavi di finale
L'incontro con Alba, programmato per l'11 novembre 2020 e valido come Ottavi di finale per la Supercoppa 2020, venne vinto a tavolino (20-0) dalla squadra Piemontese a causa della positività di alcuni giocatori della squadra Piacentina.

### Serie B

#### Regular season (Girone B)

##### Girone di andata
| Vigevano 23 dicembre 2020, ore 20:30 CEST 1ª giornata | Pall. Vigevano | 79 – 74 (15-23; 37-39; 65-57) referto | Pall. Piacentina | PalaBasletta |
| Bugatti 15 Tassone 14 Passerini , Mazzucchelli 10 Punti 21 Planezio 16 Vico 12 Sacchettini Gatti 6 Assist 4 Czumbel Paolo Piazza (allenatore) Allenatori Federico Campanella |                |                                       |                  |              |
| |                |                                       |                  |              |
| Bugatti 15 Tassone 14 Passerini, Mazzucchelli 10 | Punti          | 21 Planezio 16 Vico 12 Sacchettini    |                  |              |
| Gatti 6 | Assist         | 4 Czumbel                             |                  |              |
| Paolo Piazza (allenatore) | Allenatori     | Federico Campanella                   |                  |              |

| Piacenza 6 dicembre 2020, ore 21:00 CEST 2ª giornata | Pall. Piacentina | 100 – 80 (27-23; 58-45; 76-62) referto | Robur Varese | PalaFranzanti |
| De zardo 17 Perin 16 Sacchettini 14 Punti 26 Ivanaj 14 Macchi 10 Gergati Vico, Perin, Udom 4 Assist 3 Macchi Federico Campanella Allenatori Guido Saibene |                  |                                        |              |               |
| |                  |                                        |              |               |
| De zardo 17 Perin 16 Sacchettini 14 | Punti            | 26 Ivanaj 14 Macchi 10 Gergati         |              |               |
| Vico, Perin, Udom 4 | Assist           | 3 Macchi                               |              |               |
| Federico Campanella | Allenatori       | Guido Saibene                          |              |               |

| Cremona 12 dicembre 2020, ore 18:30 CEST 3ª giornata | JuVi Cremona | 71 – 80 (13-29; 32-50; 56-75) referto       | Pall. Piacentina | PalaRadi |
| Antrops 14 Bona , Crescenzi 13 Masciarelli 12 Punti 18 Sacchettini 17 De zardo 11 Vico , Pedroni Vacchelli 7 Assist 2 Vico Simone Lottici Allenatori Federico Campanella |              |                                             |                  |          |
| |              |                                             |                  |          |
| Antrops 14 Bona, Crescenzi 13 Masciarelli 12 | Punti        | 18 Sacchettini 17 De zardo 11 Vico, Pedroni |                  |          |
| Vacchelli 7 | Assist       | 2 Vico                                      |                  |          |
| Simone Lottici | Allenatori   | Federico Campanella                         |                  |          |

| Pavia 20 dicembre 2020, ore 18:00 CEST 4ª giornata | Omnia Pavia | 39 – 67 (12-18; 23-31; 29-49) referto                | Pall. Piacentina | PalaRavizza |
| Nasello 19 Donadoni , Piazza 7 Rossi 4 Punti 17 Planezio 10 Vico , Sacchettini , Pedroni 9 De zardo Toure 4 Assist 3 De zardo, Vico Fabio Di Bella Allenatori Federico Campanella |             |                                                      |                  |             |
| |             |                                                      |                  |             |
| Nasello 19 Donadoni, Piazza 7 Rossi 4 | Punti       | 17 Planezio 10 Vico, Sacchettini, Pedroni 9 De zardo |                  |             |
| Toure 4 | Assist      | 3 De zardo, Vico                                     |                  |             |
| Fabio Di Bella | Allenatori  | Federico Campanella                                  |                  |             |

| Piacenza 6 gennaio 2021, ore 18:00 CEST 5ª giornata | Pall. Piacentina | 88 – 77 (24-21; 51-36; 69-60) referto | Coronaplatina Piadena | PalaFranzanti |
| De zardo 18 Vico 17 Planezio , Pedroni 13 Punti 20 Malagoli 14 Strautmanis 12 Calo' Vico 5 Assist Motta, De Bettin 3 Federico Campanella Allenatori Daniele Perucchetti |                  |                                       |                       |               |
| |                  |                                       |                       |               |
| De zardo 18 Vico 17 Planezio, Pedroni 13 | Punti            | 20 Malagoli 14 Strautmanis 12 Calo'   |                       |               |
| Vico 5 | Assist           | Motta, De Bettin 3                    |                       |               |
| Federico Campanella | Allenatori       | Daniele Perucchetti                   |                       |               |

| Piacenza 9 gennaio 2021, ore 21:00 CEST 6ª giornata | Pall. Piacentina | 69 – 64 (18-24; 37-42; 56-52) referto | Nuova Pall. Olginate | PalaFranzanti |
| Perin 14 Sacchettini 12 Pedroni 9 Punti 19 Bloise 18 Lenti 11 Avanzini Vico 4 Assist 3 Bloise, Giannini Federico Campanella Allenatori Massimiliano Oldoini |                  |                                       |                      |               |
| |                  |                                       |                      |               |
| Perin 14 Sacchettini 12 Pedroni 9 | Punti            | 19 Bloise 18 Lenti 11 Avanzini        |                      |               |
| Vico 4 | Assist           | 3 Bloise, Giannini                    |                      |               |
| Federico Campanella | Allenatori       | Massimiliano Oldoini                  |                      |               |

| Fiorenzuola d'Arda 17 gennaio 2021, ore 18:00 CEST 7ª giornata                                                                                       | Pall. Fiorenzuola | 69 – 78 (13-19; 32-43; 51-54) referto | Pall. Piacentina | PalaMagni |
| Maggiotto , Brighi 13 Galli 12 Ricci 9 Punti 16 Perin 14 De zardo 13 Planezio Galli 6 Assist 6 Vico Gianluigi Galetti Allenatori Federico Campanella |                   |                                       |                  |           |
| |                   |                                       |                  |           |
| Maggiotto, Brighi 13 Galli 12 Ricci 9 | Punti             | 16 Perin 14 De zardo 13 Planezio      |                  |           |
| Galli 6 | Assist            | 6 Vico                                |                  |           |
| Gianluigi Galetti | Allenatori        | Federico Campanella                   |                  |           |

| Piacenza 20 marzo 2021, ore 21:00 CEST 8ª giornata | Pall. Piacentina | 85 – 51 (22-13; 46-25; 66-34) referto         | Green B. Palermo | PalaFranzanti |
| Vico 20 Sacchettini 17 Pedroni 11 Punti 8 Gentili , Bedetti 6 Martino , Drigo , Polselli Czumbel 4 Assist 2 Guerra, Martino Federico Campanella Allenatori Marco Verderosa |                  |                                               |                  |               |
| |                  |                                               |                  |               |
| Vico 20 Sacchettini 17 Pedroni 11 | Punti            | 8 Gentili, Bedetti 6 Martino, Drigo, Polselli |                  |               |
| Czumbel 4 | Assist           | 2 Guerra, Martino                             |                  |               |
| Federico Campanella | Allenatori       | Marco Verderosa                               |                  |               |

| Crema 24 marzo 2021, ore 20:30 CEST 9ª giornata | Pall. Crema | 70 – 75 (14-21; 30-36; 49-56) referto   | Pall. Piacentina | Palazzetto Cremonesi |
| Dosen 21 Pederzini 11 Arrigoni 10 Punti 26 Perin 16 Vico , Sacchettini 7 De zardo Arrigoni 3 Assist 4 Perin Riccardo Eliantonio Allenatori Federico Campanella |             |                                         |                  |                      |
| |             |                                         |                  |                      |
| Dosen 21 Pederzini 11 Arrigoni 10 | Punti       | 26 Perin 16 Vico, Sacchettini 7De zardo |                  |                      |
| Arrigoni 3 | Assist      | 4 Perin                                 |                  |                      |
| Riccardo Eliantonio | Allenatori  | Federico Campanella                     |                  |                      |

| Piacenza 28 marzo 2021, ore 16:00 CEST 10ª giornata                                                                                          | Pall. Piacentina | 93 – 75 (29-16; 50-38; 71-60) referto | Virtus Ragusa | PalaFranzanti |
| Udom 22 Vico 21 Planezio 14 Punti 18 Iurato 12 Chessari 11 Sorrentino Vico 6 Assist 7 Iurato Federico Campanella Allenatori Antonio Bocchino |                  |                                       |               |               |
| |                  |                                       |               |               |
| Udom 22 Vico 21 Planezio 14 | Punti            | 18 Iurato 12 Chessari 11Sorrentino    |               |               |
| Vico 6 | Assist           | 7 Iurato                              |               |               |
| Federico Campanella | Allenatori       | Antonio Bocchino                      |               |               |

| San Giorgio su Legnano 11 aprile 2021, ore 18:00 CEST 11ª giornata                                                                                             | Sangiorgese Basket | 80 – 84 (34-17; 50-38; 64-56) referto | Pall. Piacentina | PalaBertelli |
| Bianchi 21 Dieng 18 Berra 14 Punti 19 Planezio 17 Vico 16 Perin Berra, Bianchi, Dieng, Bargnesi 3 Assist 7 Vico Daniele Quilici Allenatori Federico Campanella |                    |                                       |                  |              |
| |                    |                                       |                  |              |
| Bianchi 21 Dieng 18 Berra 14 | Punti              | 19 Planezio 17 Vico 16Perin           |                  |              |
| Berra, Bianchi, Dieng, Bargnesi 3 | Assist             | 7 Vico                                |                  |              |
| Daniele Quilici | Allenatori         | Federico Campanella                   |                  |              |

| Piacenza 21 aprile 2021, ore 16:00 CEST 12ª giornata | Pall. Piacentina | 73 – 63 (21-11; 40-33; 56-47) referto | Fortitudo Agrigento | PalaFranzanti |
| Perin , Sacchettini 17 Planezio 11 Vico , Udom 6 Punti 16 Rotondo 12 Saccaggi 11 Chiarastella Vico 5 Assist 3 Rotondo, Chiarastella Federico Campanella Allenatori Michele Catalani |                  |                                       |                     |               |
| |                  |                                       |                     |               |
| Perin, Sacchettini 17 Planezio 11 Vico, Udom 6 | Punti            | 16 Rotondo 12 Saccaggi 11Chiarastella |                     |               |
| Vico 5 | Assist           | 3 Rotondo, Chiarastella               |                     |               |
| Federico Campanella | Allenatori       | Michele Catalani                      |                     |               |

| Bologna 11 aprile 2021, ore 21:00 CEST 13ª giornata | Bologna 2016 | 87 – 104 (24-32; 41-55; 56-88) referto | Pall. Piacentina | PalaSavena |
| Fontecchio 20 Graziani 18 Maggiotto 10 Punti 24 Udom 17 Sacchettini 12 Birindelli Maggiotto 6 Assist 6 Planezio Raffaele Lepore Allenatori Federico Campanella |              |                                        |                  |            |
| |              |                                        |                  |            |
| Fontecchio 20 Graziani 18 Maggiotto 10 | Punti        | 24 Udom 17 Sacchettini 12 Birindelli   |                  |            |
| Maggiotto 6 | Assist       | 6 Planezio                             |                  |            |
| Raffaele Lepore | Allenatori   | Federico Campanella                    |                  |            |

| Piacenza 25 aprile 2021, ore 16:00 CEST 14ª giornata | Pall. Piacentina | 92 – 82 (29-20; 54-47; 80-64) referto | Cest. Torrenovese | PalaFranzanti |
| Vico 26 Sacchettini 22 Udom 15 Punti 19 Gloria 16 Perin 13 Kļanskis Birindelli, Perin, Udom 3 Assist 3 Di viccaro, Perin Federico Campanella Allenatori Maurizio Bartocci |                  |                                       |                   |               |
| |                  |                                       |                   |               |
| Vico 26 Sacchettini 22 Udom 15 | Punti            | 19 Gloria 16 Perin 13 Kļanskis        |                   |               |
| Birindelli, Perin, Udom 3 | Assist           | 3 Di viccaro, Perin                   |                   |               |
| Federico Campanella | Allenatori       | Maurizio Bartocci                     |                   |               |

| Bernareggio 1 maggio 2021, ore 18:00 CEST 15ª giornata | Pall. Bernareggio | 84 – 77 (23-18; 41-44; 62-62) referto | Pall. Piacentina | Palestra Comunale |
| Aromando 16 Laudoni 14 Gatti , Tsetserukou 12 Punti 17 Udom 16 Planezio 13 Birindelli Todeschini 8 Assist 7 Planezio Marco Cardani Allenatori Federico Campanella |                   |                                       |                  |                   |
| |                   |                                       |                  |                   |
| Aromando 16 Laudoni 14 Gatti, Tsetserukou 12 | Punti             | 17 Udom 16 Planezio 13 Birindelli     |                  |                   |
| Todeschini 8 | Assist            | 7 Planezio                            |                  |                   |
| Marco Cardani | Allenatori        | Federico Campanella                   |                  |                   |

##### Girone di ritorno
| Piacenza 23 gennaio, ore 21:00 CEST 1ª giornata | Pall. Piacentina | 72 – 69 (25-19; 47-41; 61-56) referto        | Pall. Vigevano | PalaFranzanti |
| Lorenzo De zardo 16 Vico 15 Sacchettini 11 Punti 20 Gatti 10 Rossi 7 Bevilacqua , Mazzucchelli Perin 10 Assist 4 Gatti Federico Campanella Allenatori Paolo Piazza (allenatore) |                  |                                              |                |               |
| |                  |                                              |                |               |
| Lorenzo De zardo 16 Vico 15 Sacchettini 11 | Punti            | 20 Gatti 10 Rossi 7 Bevilacqua, Mazzucchelli |                |               |
| Perin 10 | Assist           | 4 Gatti                                      |                |               |
| Federico Campanella | Allenatori       | Paolo Piazza (allenatore)                    |                |               |

| Varese 30 gennaio 2021, ore 20:45 CEST 2ª giornata | Robur Varese | 51 – 80 (20-29; 28-48; 31-66) referto | Pall. Piacentina | Centro Sportivo Campus |
| Maruca 18 Allegretti 17 Macchi 6 Punti 14 Planezio 12 Sacchettini 11 Udom Allegretti, Calzavara 4 Assist 7 Vico Guido Saibene Allenatori Federico Campanella |              |                                       |                  |                        |
| |              |                                       |                  |                        |
| Maruca 18 Allegretti 17 Macchi 6 | Punti        | 14 Planezio 12 Sacchettini 11 Udom    |                  |                        |
| Allegretti, Calzavara 4 | Assist       | 7 Vico                                |                  |                        |
| Guido Saibene | Allenatori   | Federico Campanella                   |                  |                        |

| Piacenza 6 febbraio 2021, ore 21:00 CEST 3ª giornata | Pall. Piacentina | 70 – 62 (20-19; 36-29; 54-47) referto    | JuVi Cremona | PalaFranzanti |
| Perin 21 Vico 17 De zardo 12 Punti 15 Bona 10 Mercante , Varaschin 7 Antrops Perin 2 Assist 4 Vacchelli Federico Campanella Allenatori Alessandro Crotti |                  |                                          |              |               |
| |                  |                                          |              |               |
| Perin 21 Vico 17 De zardo 12 | Punti            | 15 Bona 10 Mercante, Varaschin 7 Antrops |              |               |
| Perin 2 | Assist           | 4 Vacchelli                              |              |               |
| Federico Campanella | Allenatori       | Alessandro Crotti                        |              |               |

| Piacenza 13 febbraio 2021, ore 21:00 CEST 4ª giornata | Pall. Piacentina | 79 – 86 (19-13; 40-36; 63-61) referto | Omnia Pavia | PalaFranzanti |
| Perin 20 Planezio 18 Sacchettini 12 Punti 27 Nasello 16 Donadoni 15 Piazza Perin 3 Assist 4 Nasello, Piazza Federico Campanella Allenatori Fabio Di Bella |                  |                                       |             |               |
| |                  |                                       |             |               |
| Perin 20 Planezio 18 Sacchettini 12 | Punti            | 27 Nasello 16 Donadoni 15 Piazza      |             |               |
| Perin 3 | Assist           | 4 Nasello, Piazza                     |             |               |
| Federico Campanella | Allenatori       | Fabio Di Bella                        |             |               |

| Piadena Drizzona 20 febbraio 2021, ore 18:00 CEST 5ª giornata                                                                                               | Coronaplatina Piadena | 65 – 81 (13-18; 26-41; 43-58) referto | Pall. Piacentina | Palestra |
| Chinellato 13 Strautmanis 11 Giovara 13 Punti 20 Perin 17 De zardo 11 Czumbel De bettin 3 Assist 4 Perin Daniele Perucchetti Allenatori Federico Campanella |                       |                                       |                  |          |
| |                       |                                       |                  |          |
| Chinellato 13 Strautmanis 11 Giovara 13 | Punti                 | 20 Perin 17 De zardo 11 Czumbel       |                  |          |
| De bettin 3 | Assist                | 4 Perin                               |                  |          |
| Daniele Perucchetti | Allenatori            | Federico Campanella                   |                  |          |

| Olginate 27 febbraio 2021, ore 18:00 CEST 6ª giornata | Nuova Pall. Olginate | 75 – 77 (19-19; 36-38; 55-56) referto           | Pall. Piacentina | PalaRavasio |
| Bloise 17 Giannini 15, Lenti Negri 10 Punti 21 Perin 15 Sacchettini 10 Birindelli , De zardo Bloise 3 Assist 4 Planezio Massimiliano Oldoini Allenatori Federico Campanella |                      |                                                 |                  |             |
| |                      |                                                 |                  |             |
| Bloise 17 Giannini 15, Lenti Negri 10 | Punti                | 21 Perin 15 Sacchettini 10 Birindelli, De zardo |                  |             |
| Bloise 3 | Assist               | 4 Planezio                                      |                  |             |
| Massimiliano Oldoini | Allenatori           | Federico Campanella                             |                  |             |

| Piacenza 6 marzo 2021, ore 21:00 CEST 7ª giornata | Pall. Piacentina | 85 – 68 (21-17; 39-37; 59-51) referto | Pall. Fiorenzuola | PalaFranzanti |
| De zardo 23 Perin 18 Sacchettini 15 Punti 18 Ricci 11 Timperi , Livelli 10 Galli Vico, Perin 5 Assist 4 Timperi Federico Campanella Allenatori Gianluigi Galetti |                  |                                       |                   |               |
| |                  |                                       |                   |               |
| De zardo 23 Perin 18 Sacchettini 15 | Punti            | 18 Ricci 11 Timperi, Livelli 10 Galli |                   |               |
| Vico, Perin 5 | Assist           | 4 Timperi                             |                   |               |
| Federico Campanella | Allenatori       | Gianluigi Galetti                     |                   |               |

### Coppa Italia

#### Quarti di finale
| Cervia 3 aprile 2021, ore 12:30 Quarti di finale | Pall. Roseto | 69 – 71 (16-16, 30-37, 46-53) referto | Pall. Piacentina | Palasport (0 spett.) |
| Lucarelli 23 Serafini 17 Amoroso 12 Punti 16 Perin 12 Udom 11 Vico , Sacchettini Serafini, Pastore 4 Assist 6 Perin Federico Campanella Allenatori Tony Trullo |              |                                       |                  |                      |
| |              |                                       |                  |                      |
| Lucarelli 23 Serafini 17 Amoroso 12 | Punti        | 16 Perin 12 Udom 11 Vico, Sacchettini |                  |                      |
| Serafini, Pastore 4 | Assist       | 6 Perin                               |                  |                      |
| Federico Campanella | Allenatori   | Tony Trullo                           |                  |                      |

#### Semifinale
| Cervia 3 aprile 2021, ore 12:30 Semifinale                                                                                                 | Libertas Livorno 1947 | 67 – 72 (26-18, 44-38, 59-66) referto | Pall. Piacentina | Palasport (0 spett.) |
| Toniato 18 Casella 13 Ricci 11 Punti 23 Vico 14 Perin 12 Sacchettini Forti 5 Assist 3 De zardo Federico Campanella Allenatori Gigi Garelli |                       |                                       |                  |                      |
| |                       |                                       |                  |                      |
| Toniato 18 Casella 13 Ricci 11 | Punti                 | 23 Vico 14 Perin 12 Sacchettini       |                  |                      |
| Forti 5 | Assist                | 3 De zardo                            |                  |                      |
| Federico Campanella | Allenatori            | Gigi Garelli                          |                  |                      |

#### Finale
| Arbitri: | Attard (Firenze) Lucotti (Binasco) |

|                                |            |                                |
| Vico 26 Perin 20 Sacchettini 8 | Punti      | 15 Loschi 13 Ndoja 12 Di Pizzo |
| Vico 3                         | Assist     | 3 Traini                       |
| Planezio 8                     | Rimbalzi   | 11 Ndoja                       |
| Federico Campanella            | Allenatori | Alex Righetti                  |

### Play-off (Serie B)

#### Primo turno
| Piacenza 16 maggio 2021, ore 18:00 Gara 1 | Pall. Piacentina | 89 – 62 (22-20, 44-29, 72-43) referto        | Pino Drag. Firenze | PalaFranzanti (0 spett.) |
| Sacchettini 29 Udom 12 Planezio , Gambarota 11 Punti 13 Poltroneri 12 Merlo , De gregori 9 Passoni Czumbel 4 Assist 4 Passoni Federico Campanella Allenatori Marco Del Re |                  |                                              |                    |                          |
| |                  |                                              |                    |                          |
| Sacchettini 29 Udom 12 Planezio, Gambarota 11 | Punti            | 13 Poltroneri 12 Merlo, De gregori 9 Passoni |                    |                          |
| Czumbel 4 | Assist           | 4 Passoni                                    |                    |                          |
| Federico Campanella | Allenatori       | Marco Del Re                                 |                    |                          |

| Piacenza 18 maggio 2021, ore 20:00 Gara 2 | Pall. Piacentina | 75 – 65 (16-16, 30-37, 46-53) referto | Pino Drag. Firenze | PalaFranzanti (0 spett.) |
| Perin 21 Sacchettini 18 Planezio 14 Punti 19 Poltroneri 11 Passoni 9 Gorett Planezio, Czumbel 3 Assist 3 Merlo Federico Campanella Allenatori Marco Del Re |                  |                                       |                    |                          |
| |                  |                                       |                    |                          |
| Perin 21 Sacchettini 18 Planezio 14 | Punti            | 19 Poltroneri 11 Passoni 9 Gorett     |                    |                          |
| Planezio, Czumbel 3 | Assist           | 3 Merlo                               |                    |                          |
| Federico Campanella | Allenatori       | Marco Del Re                          |                    |                          |

| Firenze 21 maggio 2021, ore 20:00 Gara 3 | Pino Drag. Firenze | 63 – 78 (10-20, 28-33, 44-57) referto | Pall. Piacentina | PalaCoverciano (0 spett.) |
| De gregori , Filippi 12 Passoni 10 Merlo Punti 20 Udom 16 Sacchettini 10 Czumbel Bruni, Marotta 3 Assist 4 Perin Marco Del Re Allenatori Federico Campanella |                    |                                       |                  |                           |
| |                    |                                       |                  |                           |
| De gregori, Filippi 12 Passoni 10 Merlo | Punti              | 20 Udom 16 Sacchettini 10 Czumbel     |                  |                           |
| Bruni, Marotta 3 | Assist             | 4 Perin                               |                  |                           |
| Marco Del Re | Allenatori         | Federico Campanella                   |                  |                           |

#### Secondo turno
A causa della positività di quasi l'intera squadra, la RivieraBanca Basket Rimini non riesce a raggiungere il numero minimo di giocatori per disputare le semifinali dei Play-Off. La Pallacanestro Piacentina vince di conseguenza a tavolino tutte e tre le prime partite e vola in finale.

#### Terzo turno
| Piacenza 13 giugno 2021, ore 19:00 Gara 1 | Pall. Piacentina | 94 – 65 (27-15, 47-36, 66-53) referto                              | Libertas Livorno 1947 | PalaFranzanti (~ 450 spett.) |
| Vico 28 Sacchettini 16 Planezio 13 Punti 14 Casella , Ricci 7 Ammannato , Castelli , Marchini , Toniato 6 Forti Perin 6 Assist 3 Forti, Ammannato, Toniato Federico Campanella Allenatori Luigi Garelli |                  |                                                                    |                       |                              |
| |                  |                                                                    |                       |                              |
| Vico 28 Sacchettini 16 Planezio 13 | Punti            | 14 Casella, Ricci 7 Ammannato, Castelli, Marchini, Toniato 6 Forti |                       |                              |
| Perin 6 | Assist           | 3 Forti, Ammannato, Toniato                                        |                       |                              |
| Federico Campanella | Allenatori       | Luigi Garelli                                                      |                       |                              |

| Piacenza 15 giugno 2021, ore 20:00 Gara 2 | Pall. Piacentina | 74 – 76 (14-20, 36-47,61-61) referto | Libertas Livorno 1947 | PalaFranzanti (~ 400 spett.) |
| Perin 26 Vico , Planezio 12 Udom 9 Punti 21 Ammannato 14 Casella 12 Toniato Perin 4 Assist 5 Forti Federico Campanella Allenatori Luigi Garelli |                  |                                      |                       |                              |
| |                  |                                      |                       |                              |
| Perin 26 Vico, Planezio 12 Udom 9 | Punti            | 21 Ammannato 14 Casella 12 Toniato   |                       |                              |
| Perin 4 | Assist           | 5 Forti                              |                       |                              |
| Federico Campanella | Allenatori       | Luigi Garelli                        |                       |                              |

| Livorno 18 giugno 2021, ore 20:30 Gara 3 | Libertas Livorno 1947 | 63 – 76 (20-19, 35-34, 51-55) referto | Pall. Piacentina | Modigliani Forum (~ 500 spett.) |
| Casella 14 Toniato 13 Marchini 10 Punti 20 Perin 16 Sacchettini 12 Udom Ammannato, Forti 4 Assist 4 Perin Luigi Garelli Allenatori Federico Campanella |                       |                                       |                  |                                 |
| |                       |                                       |                  |                                 |
| Casella 14 Toniato 13 Marchini 10 | Punti                 | 20 Perin 16 Sacchettini 12 Udom       |                  |                                 |
| Ammannato, Forti 4 | Assist                | 4 Perin                               |                  |                                 |
| Luigi Garelli | Allenatori            | Federico Campanella                   |                  |                                 |

| Livorno 20 giugno 2021, ore 20:30 Gara 4 | Libertas Livorno 1947 | 65 – 42 (21-9, 31-17, 55-30) referto   | Pall. Piacentina | Modigliani Forum (~ 2000 (?) spett.) |
| Toniato 27 Ammannato 9 Salvadori 8 Punti 11 Birindelli 9 Udom , Planezio 6 Perin Ammannato 3 Assist 2 Udom, Vico Luigi Garelli Allenatori Federico Campanella |                       |                                        |                  |                                      |
| |                       |                                        |                  |                                      |
| Toniato 27 Ammannato 9 Salvadori 8 | Punti                 | 11 Birindelli 9 Udom, Planezio 6 Perin |                  |                                      |
| Ammannato 3 | Assist                | 2 Udom, Vico                           |                  |                                      |
| Luigi Garelli | Allenatori            | Federico Campanella                    |                  |                                      |

| Piacenza 23 giugno 2021, ore 20:45 Gara 5 | Pall. Piacentina | 69 – 60 (21-14, 48-29, 54-45) referto | Libertas Livorno 1947 | PalaFranzanti (~ 650 spett.) |
| Perin 21 Vico , Sacchettini 14 Udom 11 Punti 18 Casella 14 Ammannato 13 Ricci Perin 3 Assist 3 Ricci Federico Campanella Allenatori Luigi Garelli |                  |                                       |                       |                              |
| |                  |                                       |                       |                              |
| Perin 21 Vico, Sacchettini 14 Udom 11 | Punti            | 18 Casella 14 Ammannato 13 Ricci      |                       |                              |
| Perin 3 | Assist           | 3 Ricci                               |                       |                              |
| Federico Campanella | Allenatori       | Luigi Garelli                         |                       |                              |

## Statistiche
Aggiornate al 23 giugno 2019.

### Statistiche dei giocatori

#### In campionato (Girone B2)
| Nome                | Pun | G  | Min | Falli | Falli | Tiri da 2 | Tiri da 2 | Tiri da 2 | Tiri da 3 | Tiri da 3 | Tiri da 3 | Tiri Liberi | Tiri Liberi | Tiri Liberi | Rimbalzi | Rimbalzi | Rimbalzi | Stop | Stop | Palle | Palle | Ass |
| Nome                | Pun | G  | Min | C     | S     | R         | T         | %         | R         | T         | 3P%       | R           | T           | TL%         | O        | D        | T        | D    | S    | P     | R     | Ass |
| ------------------- | --- | -- | --- | ----- | ----- | --------- | --------- | --------- | --------- | --------- | --------- | ----------- | ----------- | ----------- | -------- | -------- | -------- | ---- | ---- | ----- | ----- | --- |
| Lorenzo De Zardo    | 187 | 14 | 391 | 22    | 46    | 62        | 96        | 65        | 6         | 24        | 25        | 45          | 62          | 73          | 29       | 65       | 94       | 3    | 2    | 21    | 9     | 11  |
| Marco Perin         | 167 | 11 | 290 | 30    | 42    | 47        | 81        | 58        | 14        | 47        | 30        | 31          | 37          | 84          | 1        | 23       | 24       | 0    | 5    | 32    | 7     | 41  |
| Michael Sacchettini | 160 | 14 | 327 | 43    | 35    | 66        | 113       | 58        | 1         | 3         | 33        | 25          | 32          | 78          | 32       | 58       | 90       | 7    | 3    | 18    | 10    | 6   |
| Marco Planezio      | 156 | 14 | 377 | 39    | 39    | 29        | 61        | 48        | 25        | 70        | 36        | 23          | 28          | 82          | 18       | 61       | 79       | 3    | 4    | 15    | 12    | 20  |
| Sebastian Vico      | 134 | 12 | 323 | 34    | 47    | 37        | 109       | 34        | 11        | 32        | 34        | 27          | 29          | 93          | 3        | 35       | 38       | 2    | 2    | 21    | 6     | 45  |
| Liam Udom           | 84  | 14 | 300 | 26    | 21    | 27        | 44        | 61        | 6         | 44        | 14        | 12          | 22          | 55          | 20       | 53       | 73       | 6    | 0    | 17    | 20    | 14  |
| Duilio Birindelli   | 75  | 14 | 249 | 33    | 25    | 30        | 62        | 48        | 0         | 1         | 0         | 15          | 23          | 65          | 16       | 37       | 53       | 1    | 3    | 19    | 11    | 15  |
| Edoardo Pedroni     | 73  | 14 | 279 | 32    | 28    | 7         | 15        | 47        | 13        | 36        | 36        | 20          | 27          | 74          | 2        | 17       | 19       | 0    | 0    | 24    | 7     | 21  |
| Mark Czumbel        | 60  | 14 | 247 | 32    | 18    | 7         | 16        | 44        | 11        | 29        | 38        | 13          | 17          | 76          | 2        | 17       | 19       | 0    | 0    | 7     | 8     | 8   |
| Nicolò Guerra       | 4   | 3  | 12  | 0     | 1     | 0         | 0         | 0         | 1         | 1         | 100       | 1           | 2           | 50          | 0        | 0        | 0        | 0    | 0    | 0     | 0     | 0   |
| Zakaria El Agbani   | 0   | 4  | 5   | 2     | 0     | 0         | 1         | 0         | 0         | 3         | 0         | 0           | 0           | 0           | 0        | 0        | 0        | 0    | 0    | 0     | 0     | 0   |

#### In campionato (Girone B)
| Nome                | Pun | G | Min | Falli | Falli | Tiri da 2 | Tiri da 2 | Tiri da 2 | Tiri da 3 | Tiri da 3 | Tiri da 3 | Tiri Liberi | Tiri Liberi | Tiri Liberi | Rimbalzi | Rimbalzi | Rimbalzi | Stop | Stop | Palle | Palle | Ass |
| Nome                | Pun | G | Min | C     | S     | R         | T         | %         | R         | T         | 3P%       | R           | T           | TL%         | O        | D        | T        | D    | S    | P     | R     | Ass |
| ------------------- | --- | - | --- | ----- | ----- | --------- | --------- | --------- | --------- | --------- | --------- | ----------- | ----------- | ----------- | -------- | -------- | -------- | ---- | ---- | ----- | ----- | --- |
| Sebastian Vico      | 127 | 8 | 196 | 17    | 38    | 28        | 52        | 54        | 14        | 31        | 45        | 29          | 36          | 81          | 2        | 14       | 16       | 0    | 1    | 12    | 15    | 33  |
| Michael Sacchettini | 115 | 8 | 197 | 26    | 17    | 49        | 80        | 61        | 0         | 0         | 0         | 17          | 21          | 81          | 11       | 45       | 56       | 2    | 1    | 13    | 8     | 3   |
| Liam Udom           | 105 | 8 | 229 | 17    | 25    | 29        | 45        | 64        | 8         | 23        | 35        | 23          | 30          | 77          | 13       | 36       | 49       | 2    | 0    | 12    | 17    | 19  |
| Marco Perin         | 98  | 8 | 206 | 23    | 25    | 25        | 40        | 63        | 10        | 33        | 30        | 18          | 21          | 86          | 4        | 21       | 25       | 0    | 1    | 18    | 8     | 23  |
| Marco Planezio      | 89  | 8 | 230 | 19    | 29    | 20        | 33        | 61        | 14        | 39        | 36        | 7           | 10          | 70          | 7        | 43       | 50       | 2    | 0    | 15    | 16    | 33  |
| Duilio Birindelli   | 45  | 8 | 163 | 23    | 7     | 20        | 43        | 47        | 0         | 4         | 0         | 5           | 7           | 71          | 9        | 24       | 33       | 0    | 2    | 12    | 6     | 13  |
| Edoardo Pedroni     | 42  | 8 | 137 | 20    | 13    | 1         | 7         | 14        | 10        | 26        | 38        | 10          | 13          | 77          | 6        | 3        | 9        | 0    | 0    | 4     | 2     | 9   |
| Lorenzo De Zardo    | 27  | 4 | 93  | 4     | 10    | 9         | 15        | 60        | 1         | 8         | 13        | 6           | 11          | 55          | 9        | 16       | 25       | 3    | 0    | 10    | 6     | 4   |
| Mark Czumbel        | 27  | 7 | 122 | 13    | 10    | 2         | 10        | 20        | 5         | 13        | 38        | 8           | 10          | 80          | 1        | 9        | 10       | 0    | 0    | 7     | 1     | 6   |
| Zakaria El Agbani   | 8   | 4 | 22  | 2     | 2     | 1         | 3         | 33        | 1         | 2         | 50        | 3           | 4           | 75          | 3        | 2        | 5        | 0    | 0    | 0     | 0     | 0   |
| Nicolò Guerra       | 0   | 2 | 5   | 0     | 0     | 0         | 0         | 0         | 0         | 0         | 0         | 0           | 0           | 0           | 0        | 0        | 0        | 0    | 0    | 1     | 0     | 0   |

#### In Supercoppa LNP
| Nome                | Pun | G | Min | Falli | Falli | Tiri da 2 | Tiri da 2 | Tiri da 2 | Tiri da 3 | Tiri da 3 | Tiri da 3 | Tiri Liberi | Tiri Liberi | Tiri Liberi | Rimbalzi | Rimbalzi | Rimbalzi | Stop | Stop | Palle | Palle | Ass |
| Nome                | Pun | G | Min | C     | S     | R         | T         | %         | R         | T         | 3P%       | R           | T           | TL%         | O        | D        | T        | D    | S    | P     | R     | Ass |
| ------------------- | --- | - | --- | ----- | ----- | --------- | --------- | --------- | --------- | --------- | --------- | ----------- | ----------- | ----------- | -------- | -------- | -------- | ---- | ---- | ----- | ----- | --- |
| Sebastian Vico      | 38  | 2 | 50  | 7     | 6     | 10        | 16        | 63        | 2         | 4         | 50        | 12          | 13          | 92          | 1        | 6        | 7        | 0    | 0    | 3     | 3     | 9   |
| Michael Sacchettini | 24  | 2 | 44  | 6     | 6     | 10        | 13        | 77        | 0         | 0         | 0         | 4           | 7           | 57          | 5        | 11       | 16       | 3    | 0    | 6     | 1     | 0   |
| Marco Perin         | 22  | 2 | 57  | 3     | 8     | 3         | 10        | 30        | 3         | 7         | 43        | 7           | 8           | 88          | 2        | 8        | 10       | 0    | 0    | 5     | 2     | 8   |
| Liam Udom           | 21  | 2 | 54  | 6     | 5     | 7         | 14        | 50        | 1         | 1         | 100       | 4           | 7           | 57          | 3        | 8        | 11       | 0    | 1    | 3     | 1     | 2   |
| Marco Planezio      | 18  | 2 | 44  | 4     | 7     | 4         | 6         | 67        | 2         | 6         | 33        | 4           | 4           | 100         | 3        | 8        | 11       | 0    | 0    | 2     | 2     | 2   |
| Duilio Birindelli   | 16  | 2 | 36  | 5     | 5     | 7         | 13        | 54        | 0         | 1         | 0         | 2           | 4           | 50          | 2        | 1        | 3        | 0    | 0    | 2     | 1     | 2   |
| Lorenzo De Zardo    | 14  | 2 | 57  | 6     | 5     | 4         | 8         | 50        | 1         | 2         | 50        | 3           | 6           | 50          | 1        | 14       | 15       | 3    | 0    | 5     | 2     | 6   |
| Edoardo Pedroni     | 11  | 2 | 28  | 4     | 1     | 2         | 2         | 100       | 2         | 5         | 40        | 1           | 2           | 50          | 0        | 0        | 0        | 0    | 0    | 1     | 1     | 4   |
| Mark Czumbel        | 1   | 2 | 28  | 1     | 3     | 0         | 1         | 0         | 0         | 4         | 0         | 1           | 2           | 50          | 0        | 2        | 2        | 0    | 0    | 1     | 1     | 1   |
| Nicolò Guerra       | 0   | 1 | 1   | 0     | 0     | 0         | 0         | 0         | 0         | 0         | 0         | 0           | 0           | 0           | 0        | 0        | 0        | 0    | 0    | 0     | 0     | 0   |
| Zakaria El Agbani   | 0   | 1 | 1   | 0     | 0     | 0         | 0         | 0         | 0         | 0         | 0         | 0           | 0           | 0           | 0        | 0        | 0        | 0    | 0    | 0     | 0     | 0   |

#### In Coppa Italia
| Nome                | Pun | G | Min | Falli | Falli | Tiri da 2 | Tiri da 2 | Tiri da 2 | Tiri da 3 | Tiri da 3 | Tiri da 3 | Tiri Liberi | Tiri Liberi | Tiri Liberi | Rimbalzi | Rimbalzi | Rimbalzi | Stop | Stop | Palle | Palle | Ass |
| Nome                | Pun | G | Min | C     | S     | R         | T         | %         | R         | T         | 3P%       | R           | T           | TL%         | O        | D        | T        | D    | S    | P     | R     | Ass |
| ------------------- | --- | - | --- | ----- | ----- | --------- | --------- | --------- | --------- | --------- | --------- | ----------- | ----------- | ----------- | -------- | -------- | -------- | ---- | ---- | ----- | ----- | --- |
| Sebastian Vico      | 60  | 3 | 99  | 3     | 16    | 15        | 36        | 42        | 6         | 14        | 43        | 12          | 18          | 67          | 3        | 15       | 18       | 0    | 1    | 8     | 2     | 7   |
| Marco Perin         | 50  | 3 | 93  | 10    | 15    | 7         | 16        | 44        | 9         | 21        | 43        | 9           | 14          | 64          | 3        | 12       | 15       | 0    | 1    | 5     | 5     | 8   |
| Michael Sacchettini | 31  | 3 | 80  | 10    | 5     | 12        | 23        | 52        | 0         | 0         | 0         | 7           | 8           | 88          | 5        | 13       | 18       | 2    | 0    | 7     | 2     | 2   |
| Liam Udom           | 25  | 3 | 56  | 4     | 10    | 3         | 5         | 60        | 3         | 5         | 60        | 10          | 13          | 77          | 1        | 7        | 8        | 1    | 0    | 2     | 2     | 3   |
| Lorenzo De Zardo    | 19  | 3 | 79  | 4     | 8     | 7         | 17        | 41        | 0         | 2         | 0         | 5           | 6           | 83          | 9        | 10       | 19       | 2    | 0    | 4     | 4     | 4   |
| Marco Planezio      | 16  | 3 | 95  | 10    | 8     | 3         | 10        | 30        | 3         | 17        | 18        | 1           | 2           | 50          | 5        | 18       | 23       | 0    | 0    | 5     | 4     | 5   |
| Duilio Birindelli   | 11  | 3 | 55  | 6     | 3     | 4         | 16        | 25        | 0         | 2         | 0         | 3           | 4           | 75          | 4        | 5        | 9        | 1    | 1    | 2     | 0     | 1   |
| Mark Czumbel        | 0   | 3 | 31  | 4     | 4     | 0         | 2         | 0         | 0         | 2         | 0         | 0           | 0           | 0           | 2        | 3        | 5        | 0    | 1    | 2     | 0     | 1   |
| Edoardo Pedroni     | 0   | 3 | 12  | 0     | 0     | 0         | 0         | 0         | 0         | 3         | 0         | 0           | 0           | 0           | 1        | 0        | 1        | 0    | 0    | 1     | 1     | 0   |

#### Ai Play-off
| Nome                | Pun | G | Min | Falli | Falli | Tiri da 2 | Tiri da 2 | Tiri da 2 | Tiri da 3 | Tiri da 3 | Tiri da 3 | Tiri Liberi | Tiri Liberi | Tiri Liberi | Rimbalzi | Rimbalzi | Rimbalzi | Stop | Stop | Palle | Palle | Ass |
| Nome                | Pun | G | Min | C     | S     | R         | T         | %         | R         | T         | 3P%       | R           | T           | TL%         | O        | D        | T        | D    | S    | P     | R     | Ass |
| ------------------- | --- | - | --- | ----- | ----- | --------- | --------- | --------- | --------- | --------- | --------- | ----------- | ----------- | ----------- | -------- | -------- | -------- | ---- | ---- | ----- | ----- | --- |
| Marco Perin         | 119 | 8 | 218 | 23    | 24    | 26        | 51        | 51        | 16        | 53        | 30        | 19          | 22          | 86          | 2        | 19       | 21       | 0    | 1    | 19    | 7     | 26  |
| Michael Sacchettini | 115 | 8 | 221 | 19    | 19    | 48        | 82        | 59        | 0         | 2         | 0         | 19          | 22          | 86          | 13       | 37       | 50       | 5    | 0    | 13    | 7     | 7   |
| Liam Udom           | 95  | 8 | 250 | 24    | 21    | 23        | 39        | 59        | 11        | 26        | 42        | 16          | 21          | 76          | 11       | 54       | 65       | 5    | 1    | 24    | 18    | 10  |
| Marco Planezio      | 77  | 8 | 238 | 21    | 25    | 9         | 25        | 36        | 12        | 33        | 36        | 23          | 24          | 96          | 7        | 37       | 44       | 1    | 0    | 16    | 18    | 14  |
| Sebastian Vico      | 60  | 5 | 129 | 13    | 25    | 11        | 36        | 31        | 8         | 26        | 31        | 14          | 17          | 82          | 1        | 5        | 6        | 1    | 2    | 12    | 12    | 11  |
| Duilio Birindelli   | 44  | 8 | 147 | 16    | 15    | 15        | 32        | 47        | 1         | 1         | 100       | 11          | 14          | 79          | 8        | 25       | 33       | 0    | 2    | 12    | 10    | 6   |
| Edoardo Pedroni     | 30  | 8 | 121 | 14    | 18    | 2         | 9         | 22        | 7         | 27        | 26        | 5           | 10          | 50          | 2        | 6        | 8        | 0    | 1    | 6     | 3     | 3   |
| Giovanni Gambarota  | 29  | 8 | 134 | 16    | 13    | 7         | 11        | 64        | 3         | 12        | 25        | 6           | 12          | 50          | 8        | 18       | 26       | 1    | 1    | 7     | 7     | 5   |
| Mark Czumbel        | 26  | 8 | 128 | 7     | 8     | 5         | 18        | 28        | 4         | 13        | 31        | 4           | 5           | 80          | 5        | 10       | 15       | 0    | 0    | 2     | 0     | 13  |
| Zakaria El Agbani   | 2   | 1 | 8   | 1     | 0     | 1         | 1         | 100       | 0         | 1         | 0         | 0           | 0           | 0           | 1        | 0        | 1        | 0    | 0    | 1     | 1     | 1   |
| Nicolò Guerra       | 0   | 2 | 6   | 1     | 0     | 0         | 0         | 0         | 0         | 0         | 0         | 0           | 0           | 0           | 1        | 0        | 1        | 0    | 0    | 1     | 0     | 0   |

## Classifica

### Girone B2
Aggiornata al 9 marzo 2021
|    | Classifica stagione regolare  | %V    | Pt | G  | V  | P  | PF   | PS   | Diff |
| -- | ----------------------------- | ----- | -- | -- | -- | -- | ---- | ---- | ---- |
| 1. | Bakery Piacenza               | 0.857 | 24 | 14 | 12 | 2  | 1100 | 955  | +145 |
| 2. | Elachem Vigevano 1955         | 0.714 | 20 | 14 | 10 | 4  | 1096 | 984  | +112 |
| 3. | Riso Scotti-Punto Edile Pavia | 0.571 | 16 | 14 | 8  | 6  | 988  | 978  | +10  |
| 4. | Ferraroni Juvi Cremona        | 0.500 | 14 | 14 | 7  | 7  | 1008 | 1008 | 0    |
| 5. | Missoltino.it Olginate        | 0.429 | 12 | 14 | 6  | 8  | 1021 | 1013 | +8   |
| 6. | Coelsanus Varese              | 0.357 | 10 | 14 | 5  | 9  | 858  | 941  | -83  |
| 7. | MG.Kvis Piadena               | 0.286 | 8  | 14 | 4  | 10 | 977  | 1107 | -130 |
| 8. | Pall. Fiorenzuola 1972        | 0.286 | 8  | 14 | 4  | 10 | 1089 | 1151 | -62  |

#### Risultati
|             | CRM   | FIO   | OLG   | PAV   | PIA   | PID   | VAR    | VIG   |
| ----------- | ----- | ----- | ----- | ----- | ----- | ----- | ------ | ----- |
| Cremona     | —     | 88–82 | 55–47 | 68–65 | 71–80 | 79–83 | 54–71  | 73–75 |
| Fiorenzuola | 84–91 | —     | 89–72 | 78–92 | 69–78 | 80–93 | 81–53  | 98–88 |
| Olginate    | 78–84 | 89–81 | —     | 69–74 | 75–77 | 91–73 | 69–60  | 70–78 |
| Pavia       | 57–74 | 82–72 | 76–55 | —     | 39–67 | 85–64 | 62–50  | 76–71 |
| Piacenza    | 70–62 | 85–68 | 69–64 | 79–86 | —     | 88–77 | 100–80 | 72–69 |
| Piadena     | 77–79 | 85–68 | 66–89 | 74–68 | 65–81 | —     | 52–66  | 44–83 |
| Varese      | 64–57 | 66–69 | 54–69 | 66–57 | 51–80 | 72–48 | —      | 59–76 |
| Vigevano    | 75–73 | 89–70 | 77–84 | 91–69 | 79–74 | 78–76 | 67–46  | —     |

### Classifica Girone B

#### Classifica
Aggiornata al 13 maggio 2021
|      | Pos. | Squadra                       | Pt | G  | V  | P  | PtF  | PtS  | Dif  |
| ---- | ---- | ----------------------------- | -- | -- | -- | -- | ---- | ---- | ---- |
|      | 1.   | Bakery Piacenza               | 38 | 22 | 19 | 3  | 1783 | 1547 | +236 |
|      | 2.   | Moncada Agrigento             | 36 | 22 | 18 | 4  | 1850 | 1610 | +240 |
|      | 3.   | Vaporart Bernareggio          | 32 | 22 | 16 | 6  | 1829 | 1652 | +177 |
|      | 4.   | Elachem Vigevano 1955         | 30 | 22 | 15 | 7  | 1760 | 1583 | +177 |
|      | 5.   | Ferraroni Juvi Cremona        | 28 | 22 | 14 | 8  | 1643 | 1557 | +86  |
|      | 6.   | Pallacanestro Crema           | 28 | 22 | 14 | 8  | 1677 | 1596 | +81  |
|      | 7.   | Riso Scotti-Punto Edile Pavia | 28 | 22 | 14 | 8  | 1603 | 1538 | +65  |
|      | 8.   | Pall. Fiorenzuola 1972        | 18 | 22 | 9  | 13 | 1724 | 1745 | -21  |
|      | 9.   | Missoltino.it Olginate        | 18 | 22 | 9  | 13 | 1626 | 1663 | -37  |
|      | 10.  | Bologna Basket 2016           | 18 | 22 | 9  | 13 | 1800 | 1841 | -41  |
|      | 11.  | Virtus Kleb Ragusa            | 18 | 22 | 9  | 13 | 1530 | 1614 | -84  |
|      | 12.  | LTC Sangiorgese               | 14 | 22 | 7  | 15 | 1587 | 1647 | -60  |
|      | 13.  | Fidelia Torrenova             | 14 | 22 | 7  | 15 | 1617 | 1757 | -140 |
|      | 14.  | Coelsanus Varese              | 14 | 22 | 7  | 15 | 1403 | 1566 | -163 |
|      | 15.  | MG.Kvis Piadena               | 12 | 22 | 6  | 16 | 1558 | 1777 | -219 |
| (-1) | 16.  | Green Basket Palermo          | 5  | 22 | 3  | 19 | 1550 | 1847 | -297 |

Legenda:

      Qualificate ai Play Off
      Ammesse ai Play Out
      Retrocesse in Serie C regionale
  Vincitrice della Coppa Italia 2021
  Vincitrice della Supercoppa LNP 2020

### Play-off

#### Tabellone B
|  | Quarti di finale      | Quarti di finale      | Quarti di finale      | Quarti di finale    | Quarti di finale | Quarti di finale | Quarti di finale |  |  | Semifinali            | Semifinali            | Semifinali            | Semifinali            | Semifinali | Semifinali | Semifinali |    |    | Finale           | Finale           | Finale | Finale | Finale | Finale | Finale |  |
|  |                       |                       |                       |                     |                  |                  |                  |  |  |                       |                       |                       |                       |            |            |            |    |    |                  |                  |        |        |        |        |        |  |
|  | Pall. Piacentina      | Pall. Piacentina      | Pall. Piacentina      | Pall. Piacentina    | 89               | 75               | 78               |  |  |                       |                       |                       |                       |            |            |            |    |    |                  |                  |        |        |        |        |        |  |
|  | Pino Drag. Firenze    | Pino Drag. Firenze    | Pino Drag. Firenze    | Pino Drag. Firenze  | 62               | 65               | 63               |  |  | Pall. Piacentina      | Pall. Piacentina      | Pall. Piacentina      | Pall. Piacentina      | 20         | 20         | 20         |    |    |                  |                  |        |        |        |        |        |  |
|  | Rinascita B. Rimini   | Rinascita B. Rimini   | Rinascita B. Rimini   | Rinascita B. Rimini | 55               | 88               | 67               |  |  | Rinascita B. Rimini   | Rinascita B. Rimini   | Rinascita B. Rimini   | Rinascita B. Rimini   | 0          | 0          | 0          |    |    |                  |                  |        |        |        |        |        |  |
|  | JuVi Cremona          | JuVi Cremona          | JuVi Cremona          | JuVi Cremona        | 52               | 62               | 58               |  |  |                       |                       |                       |                       |            |            |            |    |    | Pall. Piacentina | Pall. Piacentina | 94     | 74     | 76     | 42     | 69     |  |
|  | Pall. Bernareggio     | Pall. Bernareggio     | 88                    | 79                  | 66               | 48               | 85               |  |  |                       |                       | Libertas Livorno 1947 | Libertas Livorno 1947 | 65         | 76         | 63         | 65 | 60 |                  |                  |        |        |        |        |        |  |
|  | Raggisolaris Faenza   | Raggisolaris Faenza   | 83                    | 74                  | 79               | 79               | 63               |  |  | Pall. Bernareggio     | Pall. Bernareggio     | 66                    | 81                    | 91         | 82         | 54         |    |    |                  |                  |        |        |        |        |        |  |
|  | Libertas Livorno 1947 | Libertas Livorno 1947 | Libertas Livorno 1947 | 75                  | 64               | 83               | 77               |  |  | Libertas Livorno 1947 | Libertas Livorno 1947 | 69                    | 77                    | 87         | 87         | 66         |    |    |                  |                  |        |        |        |        |        |  |
|  | Omnia Pavia           | Omnia Pavia           | Omnia Pavia           | 65                  | 55               | 93               | 72               |  |  |                       |                       |                       |                       |            |            |            |    |    |                  |                  |        |        |        |        |        |  |